# Мухолов-клинодзьоб сірий

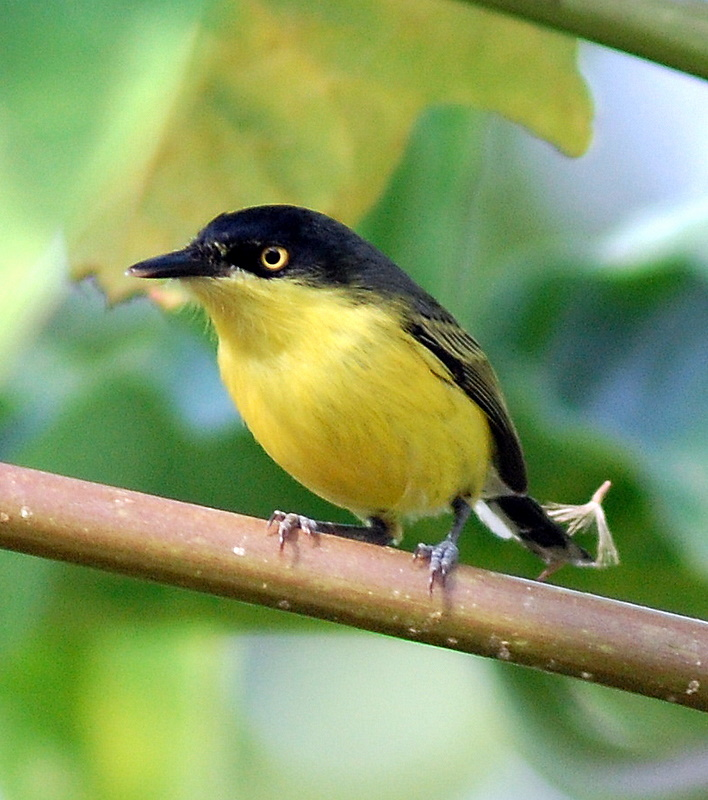
Мухолов-клинодзьоб сірий

Мухолов-клинодзьоб сірий (Todirostrum cinereum) — вид горобцеподібних птахів родини тиранових (Tyrannidae). Мешкає в Мексиці, Центральній і Південній Америці.

## Опис
Довжина птаха становить 9,5-10 см, вага 6,7 г. Верхня частина голови чорна, потилиця темно-сіра, решта верхньої частини тіла темно-оливколво-зелена. Хвіст чорний, на кінці білий, крила чорнуваті з двома жовтими смужками і жовтими краями. Нижня частина тіла повністю жовта. Дзьоб прямий, плаский, чорний. Виду не притаманний статевий диморфізм. у молодих птахів верхня частина голови сірувата, на крилах кремові смужки, нижня частина тіла світліша.

## Таксономія
Сірий мухолов-клинодзьоб був науково описаний шведським натуралістом Карлом Ліннеєм в 1766 році у дванадцятому виданні своєї праці Systema Naturae, під назвою Todus cinereus. При описанні виду Лінней покладався на британського натураліста Джорджа Едвардса, який у 1760 році описав сірого мухолова-клинодзьоба за зразком з Суринаму. Сірий мухолов-клинодзьоб є типовим видом роду Мухолов-клинодзьоб (Todirostrum), введеного Рене Прімевером Лессоном у 1831 році.

### Підвиди
Виділяють вісім підвидів:
- T. c. virididorsale Parkes, 1976 — південна Мексика (Веракрус і північна Оахака);
- T. c. finitimum Bangs, 1904 — від південної Мексики (Табаско, Чіапас) до північно-західної Коста-Рики;
- T. c. wetmorei Parkes, 1976 — Коста-Рика і Панама;
- T. c. sclateri (Cabanis & Heine, 1860) — південно-західна Колумбія (Нариньйо), західний Еквадор і північно-західне Перу;
- T. c. cinereum (Linnaeus, 1766) — південна Колумбія, Венесуела, Гвіана, північно-східна Бразилія;
- T. c. peruanum Zimmer, JT, 1930 — схід Еквадору і Перу (на південь до Куско);
- T. c. coloreum Ridgway, 1906 — від північної Болівії і північного Парагваю до південно-східної Бразилії і північно-східної Аргентини;
- T. c. cearae Cory, 1916 — східна Бразилія (від східної Пари до Піауї, Сеари, Алагоаса і північної Баїї).

## Поширення і екологія
Сірі мухолови-клинодзьоби мешкають в Мексиці, Гватемалі, Белізі, Гондурасі, Сальвадорі, Нікарагуа, Коста-Риці, Панамі, Колумбії, Венесуелі, Гаяні, Французькій Гвіані, Суринамі, Бразилії, Еквадорі, Перу, Болівії, Парагваї і Аргентині. Вони живуть у відкритих лісових масивах, рідколіссях, на узліссях і галявинах, в чагарникових заростях і саванах, на луках і плантаціях, в парках і садах. Зустрічаються парами. на висоті до 2000 м над рівнем моря, переважно на висоті до 1150 м над рівнем моря. Живляться комахами, на яких чатують серед рослинності та ловлять в польоті. Гніздо мішечкоподібне з бічним входом, підвішується на гілці або ліані на висоті 1-5 м над землею. В кладці 2 білих яйця. Інкубаційний період триває 15-16 днів.